# シリアナ
『シリアナ』（原題：Syriana）は、2005年のアメリカ映画。
中東の架空の国・シリアナを舞台に、中東諸国やアメリカ、中国などの石油利権をめぐる陰謀を描いた群像劇である。CIA工作員であったロバート・ベアの告発本『CIAは何をしていた?（原題:See No Evil）』を元に制作された。出演と製作総指揮を務めたジョージ・クルーニーがアカデミー助演男優賞、ゴールデングローブ賞助演男優賞を受賞した。

## ストーリー
イランをはじめとする中東地域を中心に活動していたCIAの工作員であるバーンズは、息子ロビーの大学進学を受け現場から引退し、デスクワークへと退く決意をしたものの、最後の活動としてある中東の産油国における作戦の実行を指示される。
その頃、スイスを拠点に活動するエネルギー業界アナリストのウッドマンは、その国の王族がスペインの別荘で主催するパーティーに家族とともに招かれたが、不幸な事件で息子をなくしてしまう。しかし、それがきっかけになり、同国の王位継承者のナシール王子の相談役に就任し、アメリカと対立するイランを経由した天然資源の輸出を王子に進言する。
ナシール王子は、アメリカ1国に依存しない政策を推進すべく、自国の天然ガスの掘削権をアメリカ資本のエネルギー関連企業であるコネックス社から中華人民共和国の企業に移すことを画策していた。これを受けて経営状況が悪化すると予想されたコネックス社は、カザフスタンの資源の掘削権を得て好業績が期待されていたキリーン社と合併することになった。ワシントンD.C.の法律事務所に所属する弁護士のベネットは、この2社の合併に対しての調査を行うよう依頼されるが、調査の実施に対して政財界から様々な横槍が入る。
同時にコネックス社の重役は、ナシール王子による掘削権の中華人民共和国の企業への移動の決定を覆させるべく王子の弟に取り入り始め、アメリカの利権を守るべくCIAもこの動きを支援する。
また、この2社の合併の影響を受けて、他の中東諸国からの出稼ぎ労働者で、コネックス社の精製施設で働いていたワシームが解雇されることになった。その後転職先が見つからないワシームに、イスラム教の教えを説く神学校を隠れ蓑にした、過激な思想を持つ組織の人物が近づいて来る。

## キャスト
※括弧内は日本語吹替
- ボブ・バーンズ - ジョージ・クルーニー（小山力也）

CIAの工作員。
- ブライアン・ウッドマン - マット・デイモン（鳥畑洋人）

エネルギー業界のアナリスト。妻と二人の子供がいる。息子の誕生日に行事に出席したくないと考える家庭人。
- ベネット・ホリデイ - ジェフリー・ライト（世古陽丸）

弁護士事務所の職員。
- ナシール・アル・スバーイ - アレクサンダー・シディグ（桐本琢也）

王子。
- ワシーム・カーン - マザール・ムニール

労働者。出稼ぎにきた。コネックス社の油田で働いている。
- ディーン・ホワイティング - クリストファー・プラマー（大木民夫）

弁護士事務所代表。アメリカ政財界のフィクサー。ベネットの上司。
- ジュリー・ウッドマン - アマンダ・ピート（浅野まゆみ）

ブライアンの妻。
- ジミー・ポープ - クリス・クーパー（大塚芳忠）

キリーン社の社長。
- ダニー・ドールトン - ティム・ブレイク・ネルソン（家中宏）

CLI名誉委員。
- スタン・ゴフ - ウィリアム・ハート（田中正彦）

元CIA職員。現在はコンサルタント。
- フレッド・フランクス - トム・マッカーシー（星野充昭）

ボブの上司。
- CIA本部長 - ジェイン・アトキンソン（一柳みる）
- ベネットの父 - ウィリアム・C・ミッチェル
- シドニー・ヒューイット - ニッキー・ヘンソン

弁護士。
- リーランド・ジャヌス - ピーター・ゲレッティ

コネックス社の会長。
- メシャール・アル・スバーイ - アクバール・クルサ

王子。
- サリーム・アハメド・カーン - シャヒド・アハメド

中東にある国の石油王。
- ムサウィ - マーク・ストロング

傭兵。
- ロビー・バーンズ - マックス・ミンゲラ

ボブの息子。
- テリー - ジェイミー・シェリダン

議長。
- トミー・バートン - ロバート・フォックスワース（小島敏彦）

コネックス社の社長。